# La Table (Le Sidaner)
Pour les articles homonymes, voir La Table (homonymie).
La Table est un tableau réalisé par Henri Le Sidaner en 1901. Il est exposé au musée Henri-Martin à Cahors.

## Contexte
Le Sidaner vient d'emménager à Gerberoy. Tombé sous le charme du village, il y loue une maison qui lui servira de décor à plus d'une centaine de tableaux. La lumière du soir l'inspire particulièrement. Ce tableau est remarqué au Salon de 1902.

## Devenir de l'œuvre
L'État français se porte acquéreur du tableau lors de sa présentation au Salon, mais il est déjà vendu à un particulier. Après intervention de Henri Duhem, celui-ci le rétrocède et il sera affecté au Musée du Luxembourg.  En 1961, il est affecté au Musée Petiet de Limoux, puis en 2023 au musée Henri-Martin à Cahors.
L'œuvre participe depuis son achat à plusieurs expositions en France, en Allemagne, en Belgique et aux Pays-Bas.